# Springtime for Henry
Pour plus de détails, voir Fiche technique et Distribution.
Springtime for Henry est un film américain réalisé par Frank Tuttle, sorti en 1934.

## Fiche technique
- Titre : Springtime for Henry
- Réalisation : Frank Tuttle
- Scénario : Frank Tuttle et Keene Thompson (en) d'après la pièce de Benn W. Levy
- Photographie : John F. Seitz
- Pays de production : États-Unis
- Format : Noir et blanc - 1,37:1
- Genre : comédie
- Durée : 75 minutes
- Date de sortie : 1934

## Distribution
- Otto Kruger : Henry Dewlip
- Nancy Carroll : Julia Jelliwell
- Nigel Bruce : Johnny Jewlliwell
- Heather Angel : Miss Smith
- Herbert Mundin : Trivers
- Arthur Hoyt : Alfred Ordway
- Geneva Mitchell : Jeune fille